# 환각
환각(幻覺, 영어: hallucination)은 정신의학 용어의 하나로, 대상 없는 지각, 즉 아무런 감각 기관의 자극이 없음에도 마치 어떠한 사물이 있는 것처럼 지각하는 증상이다. 실제로 입력이 있던 감각 정보를 잘못 체험하는 증상은 착각으로 불린다. 청각, 후각, 미각, 촉각 등 모든 종류의 감각에서 환각이 나타날 수 있으며, 한 번에 두 종 이상의 감각에서도 환각이 나타날 수 있다.

## 종류
환각에는 이하의 것이 있다.

### 환청
환청(幻聽, auditory hallucination)은 청각의 환각으로, 실재하지 않는 소리를 듣는 것이다. 들리는 것은 요소적인 것으로부터 사람의 이야기 소리, 몇사람의 회화와 복잡한 것까지 정도는 여러가지이다. 환청은 간질 등에서도 일어날 수 있지만, 회화 등 의미가 있는 말소리를 직접 듣는 환각이 나타난다면 조현병일 가능성이 높다. 통합 실조증에서는 의식 장해시는 아니고 의식 청명기에 일어나, 귀로부터 들려 오는, 머릿속에 직접 영향을 주어 오는, 복부로부터 들려 오는 경우도 있다. 통합 실조증에서는 단순한 소리이거나 아는 사람의 소리, 욕이나 명령이나 자신의 생각이거나 회화이거나 내용은 여러가지이다, 망상에 결합되는 것이 특징이다. 급성기는 선명히 들리지만, 경쾌 하는 것에 따라 불선명이 되기 위해 양성 증상의 지표나 된다. 들으려고 하면 들린다, 들으려고 하지 않아도 들린다, 소리에 거역할 수 없다고 한 것도 중증도의 기준이 된다. 예로서 벽을 두드리는 소리가 들리는 등.

### 환시
환시(幻視, visual hallucination)는 시각의 환각으로, 실재하지 않는 것을 보는 것이다. 단순한 요소적인 것으로부터 복잡하고 구체적인 것까지 정도는 여러가지이다. 많은 경우는 의식이 혼탁한 의식 장해 시간에 일어나는 것이 많아, 특히 알콜 중독이라고 하는 중독성 질환이나 신경 변성 질환으로 인정된다. 알콜 중독으로 인정되는 환시는 전형적으로는 작은 동물이 인정된다고 하는 것이다. 이것들은 의식 변용에 의해서 일어나는 것이라고 생각된다. 특수한 예로서는 뇌의 중추부병변 시에 환각 모습효험이 일어나는 일이 있어, 뇌각성 환각이라고 말해진다. 뇌줄기는 의식에 대해 지극히 중요한 역할을 담당하는 부위이며, 대뇌와 뇌의 중추부의 연락의 장해가 가위눌림이라고 생각된다. 조현병으로 환시가 인정되는 것은 지극히 드물다. 예로서 존재하지 않는 사람, 물건, 건물이 마치 정말로 존재하는 것 같이 보이는 등. 또, 시각 장애자의 1할 정도는 뇌의 과활동으로부터, 정신에 이상이 없어도 걸리지 않고 환시를 본다(샤르르보네 증후군). 다른 예로서 조난 중에 환시를 보는 것이 많다. 이쪽은 반대로 구조자나 음료, 돌아가는 집 등 자신의 기대하는 것을 뇌가 만들어내는 것으로 보인다.

### 환후
환후(幻嗅, olfactory hallucination)는 후각의 환각으로, 실재하지 않는 냄새를 맡는 것이다. 대부분의 경우 금방 사라지나, 오래 지속될 경우 비강의 감염, 발작, 뇌졸중, 뇌종양의 증상일 수 있다.

### 환미
환미(幻味, gustatory hallucination)는 미각의 환각으로, 실재하지 않는 맛을 느끼는 것이다. 뇌전증 환자에서 나타날 수 있는데, 뇌섬엽 등의 영역의 문제로 여겨진다.

### 환지
환지(幻肢)는 촉각의 착각으로, 실재하지 않는 촉각을 느끼는 것이다. 피부에 벌레가 기어다니는 것 같은 느낌인 의주감도 여기에 속한다.

## 병의 용태
다양한 설이 제안되고 있지만, 현재로서는 분명히는 모른다.
중뇌변연계의 도파민 신경의 과활동
도파민 작동약인 각성제나 대마의 성분이 환각을 일으키는 것, 환각에 대해서 도파민 대항약인 항정신병제제가 유효하다고 추측된다.
자기 모니터링 기능의 장애
자기와 다른 사람의 구별을 실시하는 기능인 자기 모니터링 기능이 정상적으로 작동하고 있는 사람이면, 공상시 등에 자기의 뇌안에서 생기는 내적인 발성을 외부로부터의 음성이라고 지각할 것은 없지만, 이 기능이 장해된 경우, 외부로부터의 음성이라고 지각하고 환청이 생기게 된다.

## 원인
환각은, 마약 등의 복용, 혹은 정신병이나 외상 후 스트레스 장애(PTSD) 등의, 특수한 상황에서만 일어나는 것은 아니다. 정상인이어도, 야간의 고속도로를 쭉 달리고 있을 때 등, 자극이 적은, 말하자면 감각 차단에 가까운 상태가 계속했을 경우에 발생하는 일이 있다. 고립 탱크와 같이 철저히 감각을 차단했을 때도 환각을 볼 수 있다.

### 기질성
뇌의 기질 질환에 의해 환각이 일어날 수 있다.
기면증, 뇌혈관 장해, 뇌염, 뇌외상, 뇌종양, 어느 종류의 간질, 치매 등.

### 증상성
전신성의 질환에 연발해 환각이 일어나는 일이 있다. 대사성 질환, 내분비성 질환, 신경 질환 등.

### 정신병성
주로 조현병권의 질환으로 환각이 보인다. 조현병을 시작해 조현병 모양 장해, 비정형 정신병 등. 감정 장해에서도 환청이 일어나는 일이 있다.

### 심인성
중증의 심인반응, PTSD 등. 그 밖에, 조난 중에 구조자나 음료의 환각을 보는 것은 흔하다. 모두 뇌의 방위 본능에 의한 것으로 여겨진다.

### 약리성
LSD 등의 환각제, 각성제, 대마 등의 약물 남용에 의한다. 스테로이드 등의 치료약에서도 환각이 일어나는 일이 있다.

### 특수 상황하의 정상적인 반응
단면, 감각 차단, 고전자장 등

## 환각의 원인과 내용의 관련
질환에 따라 환각의 내용이 다른 경향이 있다고 한다. 예를 들면 조현병은 환청이, 레비 작은 몸병은 환시가, 알코올 의존증의 이탈 증상에서는 작은 동물 환시(작은 벌레 등이 보인다)가 많다고 여겨지고 있지만, 반드시 전례에 들어맞는 것은 아니다.

## 같이 보기
- 정신의학
- 감각
  - 착각
- 정신병, 조현병
- 약물 남용
  - 환각제 (LSD), 각성제, 대마
- 양원제 (심리학)